# 鄂义太
鄂义太（1956年6月—），男，蒙古族，辽宁岫岩人，中华人民共和国政治人物。东北工学院有色金属冶金系半导体材料专业本科毕业。

## 生平
1977年10月加入中国共产党。1978年，在东北工学院有色金属冶金系半导体材料专业学习。1982年2月参加工作，任沈阳市半导体器件九厂副厂长。1984年，任共青团辽宁省委学校部副部长。1985年，任共青团辽宁省委青工部副部长、部长。1990年，任辽宁青年管理干部学院党委副书记（正处级）（1989年9月—1992年3月，在东北大学管理工程系管理工程专业学习，1994年3月获工学硕士学位）。1992年，任辽宁青年管理干部学院党委书记（副厅级）。1997年，任辽宁农业管理干部学院党委书记、院长（辽宁省行政学院常务副院长）（正司级）。1998年，任大连民族学院党委书记、副院长。
2005年，任中央民族大学党委书记、校长。2008年，任中央民族大学党委书记。2008年，当选第十一届全国政协委员，代表少数民族界，分入第四十九组，并担任民族和宗教委员会专委。2014年，任国家民族事务委员会专职委员（副部长级）、中央民族大学党委书记。2016年12月，不再担任国家民族事务委员会专职委员（副部长级）、中央民族大学党委书记。2018年1月，当选第十三届全国政协委员。